# Лорігілья
Лорігілья (ісп. Loriguilla) — муніципалітет в Іспанії, у складі автономної спільноти Валенсія, у провінції Валенсія. Населення — 1534 особи (2010).

## Географія
Муніципалітет розташований на відстані близько 290 км на схід від Мадрида, 16 км на захід від Валенсії.

## Демографія
Динаміка населення (INE ):

## Галерея зображень

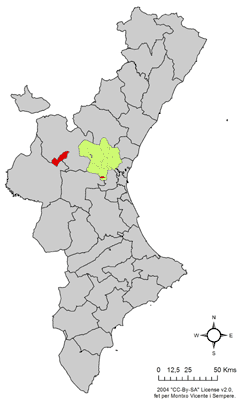
Розташування муніципалітету Лорігілья у автономній спільноті Валенсія
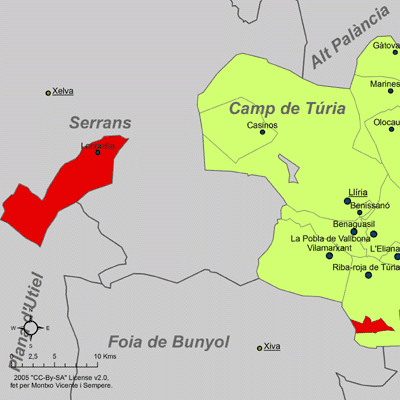
Розташування муніципалітету Лорігілья у комарці Кампо-де-Турія